# Suore della misericordia di Montréal
Le Suore della Misericordia di Montréal (in francese Sœurs de la Miséricorde de Montréal) sono un istituto religioso femminile di diritto pontificio: le suore di questa congregazione pospongono al loro nome la sigla S.M.

## Storia

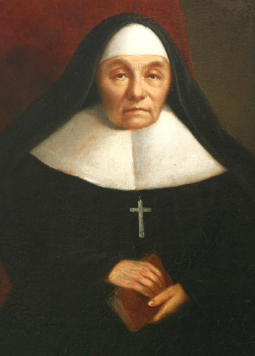
Madre della Natività (Marie-Rosalie) Cadron, vedova Jetté, fondatrice della congregazione

La congregazione fu fondata da Marie-Rosalie Cadron-Jetté: madre di 11 figli, rimasta vedova si pose sotto la direzione del vescovo Ignace Bourget, con il sostegno di cui nel 1845 aprì a Montréal un "rifugio" per accogliere le ragazze madri e i loro figli.
Nel 1846 la fondatrice (che prese il nome di madre della Natività) e le sue prime compagne furono rivestite dell'abito religioso e il 16 gennaio 1848 ebbe luogo l'erezione canonica della comunità in congregazione religiosa.
Per le ragazze madri pentite che intendevano abbracciare la vita religiosa, nel 1859 fu istituito il ramo delle figlie di Santa Maddalena, integrato pienamente nella congregazione nel 1971.
L'istituto ottenne il pontificio decreto di lode il 7 giugno 1867 e le sue costituzioni ricevettero l'approvazione definitiva il 6 maggio 1932.

## Attività e diffusione
Le religiose si dedicano innanzitutto a opere in favore delle donne sole e dei loro figli, ma anche all'assistenza agli ammalati negli ospedali.
Oltre che in Canada, le suore sono presenti in Ecuador e negli Stati Uniti d'America; la sede generalizia è a Montréal.
Alla fine del 2011 la congregazione contava 92 religiose in 7 case.